# Jean VIII de Créquy
Pour les articles homonymes, voir Famille de Créquy et Créquy (homonymie).
Jean VIII de Créquy (° 1505 † 1555), seigneur de Créquy, de Fressin et de Canaples, était un seigneur français du XVIe siècle.

## Biographie
Prince de Poix, seigneur de « Pontdormi » (Pont-Remy), chevalier de l'Ordre du roi, capitaine entre 1531 et 1554 de la seconde compagnie des Cent Gentilshommes ordinaires de la Maison du Roi, il commandera les gardes françaises et écossaise[réf. nécessaire].
Il sera titré seigneur de Canaples du vivant de son père, Jean VII de Créquy, seigneur de Fressin, Pont-Rémy, Canaples, époux de Jossine de Soissons-Moreuil, dame de Moreuil et Poix.
Il sert avec ses oncles en Picardie contre les Anglais dès 1523 et est à la bataille de Pavie en 1525.

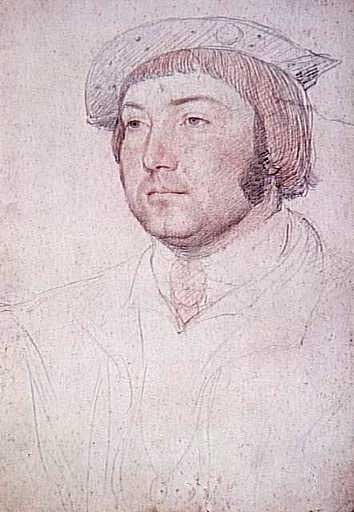
Portrait par Jean Clouet.

Il est envoyé en ambassade en Angleterre avec l'amiral d'Annebaut pour y jurer la paix à Henry VIII[réf. à confirmer].
Il fait son testament en 1554 et meurt l'année suivante.

## Union et postérité
Il avait épousé, en 1525, Marie d'Acigné (° 1502 † 1558), dame de Bois-Joly en Bretagne, fille d'honneur (1523-1555) de la reine Claude (épouse de François Ier), puis dame d'honneur (1532-1543) de la reine Éléonore de Habsbourg.
Elle était la fille de Jean VI d'Acigné (° vers 1452 † 8 septembre 1525, inhumé au couvent des Cordeliers (Rennes)), seigneur d'Acigné, de La Lande, de Fontenay, et de Loyat et de Gillette de Coëtmen (° vers 1465 † 22 décembre 1516), baronne héritière de Coëtmen, vicomtesse de Tonquédec, dame de Landegonnec, de Goudelin, de Lézerec, du Chef-du-Pont et de Plestin.
Ensemble, ils eurent :
1. Marie de Créquy (° vers 1526 † 24 décembre 1610), dame de Moreuil, devint (à la mort de ses frères) l'héritière des terres et du titre de Créquy, fille d'honneur (1539-1542) de la reine Éléonore de Habsbourg, mariée le 14 janvier 1543 avec Gilbert de Blanchefort ( † après juin 1584), seigneur de Saint-Jeanvrin, de Mirebeau, de Sainte-Sévère, de Targé et de Saint-Clément, dont :
  1. Antoine II de Créquy (Antoine de Blanchefort) (° vers 1545 † 1575), seigneur de Saint-Jeanvrin, évêque de Nantes (1562-1566), héritier de son oncle le cardinal de Saint-Triphon à condition de porter le nom et les armes de la famille de Créquy, marié le 19 novembre 1572 avec Chrétienne d'Aguerre (1556-1611), dont :
    1. Charles II de Créquy (ou Charles Ier de Blanchefort de Créqui ou Charles de Créquy de Lesdiguières) (°1571 - Canaples-17 mars 1638 - devant le fort de Brême en Piémont), prince de Poix, seigneur de Créquy, de Fressin et de Canaples, 2e duc de Lesdiguières et pair de France (1626), marquis de Vizille et de Treffort, comte de Sault, baron de Vienne-le-Chastel et de La Tour-d'Aigues, colonel des Gardes-Françaises et Maréchal de France, chevalier du Saint-Esprit (1619)

  2. Françoise de Blanchefort, mariée en 1597 (Moreuil), avec Louis d'Estourmel ( † 1632), seigneur de Fretoy, dont postérité ;
  3. Madeleine de Blanchefort Crequy, mariée avec Antoine d'Estourmel, seigneur de Templeux, dont postérité ;
  4. Marie de Blanchefort (° vers 1548 † après 1568), fiancée avec François d'Ongnies ( † Tué le 10 novembre 1567 - Saint-Denis), 2e comte de Chaulnes, puis mariée vers 1568 avec Gilles, seigneur de Mailly et de Boulencourt, gouverneur de Montreuil, chevalier de l'ordre du roi ;
  5. Gilberte de Blanchefort, mariée avec Jacques d'Aplaincourt ;
2. Antoine de Créquy (° vers le 17 juillet 1531 † 20 juin 1574 - Amiens, inhumé en l'abbaye Saint-Waast de Moreuil), évêque de Nantes (1544-1562), d'Amiens (1564-1574), cardinal de Saint-Triphon ;
3. Jean de Créquy (° 1535 † 1557 - à la bataille de Saint-Quentin), prince de Poix, seigneur de Canaples, mort sans union ;
4. Louis de Créquy (° vers 1537 † Tué en 1557 - à la bataille de Saint-Quentin), seigneur de Pont Remy, mort sans union.

Il avait aussi une fille née d'une relation adultère, mariée avec Jean d'Audenfort, seigneur de Grandvilliers, dont postérité.